# آن روبنسون
آن جوزفين روبنسون (ولدت في 26 سبتمبر، 1994) هي مذيعة تلفزيون إنجليزية ومقدمة لعبة تلفزيونية وهي من أكثر المشاهير في تقديم عرض ألعاب BBC, و«أضعف رابط» الذي أكسبها لقبها «ملكة الشرير». وقد كانت من أكثر المذيعات بقاء في علاقات المستهلكين البريطانين، «واتشدوج», منذ 1993 إلى 2001.

## روابط خارجية
- آن روبنسون على موقع IMDb (الإنجليزية)
- آن روبنسون على موقع ميوزك برينز (الإنجليزية)
- آن روبنسون على موقع ديسكوغز (الإنجليزية)
- آن روبنسون على موقع قاعدة بيانات الفيلم (الإنجليزية)